# Notre-Dame-de-Vaulx
Notre-Dame-de-Vaulx település Franciaországban, Isère megyében. Lakosainak száma 518 fő (2022. január 1.). Notre-Dame-de-Vaulx Saint-Théoffrey, Monteynard, La Motte-d’Aveillans, La Motte-Saint-Martin, Notre-Dame-de-Commiers, Saint-Georges-de-Commiers és Saint-Jean-de-Vaulx községekkel határos.

## Népesség
A település népességének változása:
| Lakosok száma | 416  | 306  | 392  | 581  | 525  | 510  | 509  | 521  | 524  | 518  |
|               | 1968 | 1982 | 1990 | 2006 | 2013 | 2015 | 2017 | 2019 | 2020 | 2022 |